# Giulio Bizzozero
Giulio Bizzozero (ur. 20 marca 1846 w Varese, zm. 1901) – włoski lekarz, pamiętany jako jeden z odkrywców bakterii znanej dziś jako Helicobacter pylori. Był jednym z pionierów histologii i stosowania mikroskopii w medycynie. Przypisuje się mu również odkrycie roli płytek krwi, dawniej nazywanych płytkami Bizzozera.
Bizzozero urodził się w Varese we Włoszech 20 marca 1846 roku. Studiował medycynę na Uniwersytecie w Padwie, ukończył studia w 1866 roku. W 1867 otrzymał katedrę Patologii Ogólnej i Histologii na Uniwersytecie w Padwie. W wieku 27 lat przeniósł się na Uniwersytet w Turynie i założył Instytut Patologii Ogólnej. Jego uczniem był m.in. Camillo Golgi. Zmarł na zapalenie płuc w kwietniu 1901 roku.